# Joachim Rennau
Joachim Heinrich Rennau (* 31. Mai 1919 in Berlin; † 1993) war ein deutscher Übersetzer und Autor von Romanen, die sich der Trivialliteratur zuordnen lassen: beispielsweise „Und Satan lacht“ (1946), „Todesreiter“ (1949).

## Leben und Werk
Rennau veröffentlichte bereits vor dem Zweiten Weltkrieg Heftromane. Im Krieg diente er als Panzerjäger und schrieb über seine Kriegserlebnisse, brachte diese Texte allerdings kaum zur Publikation. So wurde sein Erlebnisroman „Und Satan lacht“ im Jahr 1943 der Reichsschrifttumskammer vorgelegt, aber nicht veröffentlicht. Unmittelbar nach dem Krieg erfolgte dann die Veröffentlichung über einen Luxemburger Verlag. Nach Kriegsende arbeitete Rennau zunächst auch journalistisch, wandte sich dann aber ganz den Leihbuch- und Heftromanen zu.
Am bekanntesten wurden seine Romane, die im Uta-Verlag erschienen sind. Dort schrieb er unter anderem die Heft- und Buchromane über den Farmjungen Pete, der im wilden Westen mit seinem „Bund der Gerechten“ auf der Salem-Ranch beim Dörfchen Somerset gegen den tölpelhaften Hilfssheriff Watson antritt. Der erste Heftroman der Serie Pete – Eine Zeitschrift für die Jugend erschien mit 32 Seiten am 8. Oktober 1951 unter dem Titel „Das Nachtgespenst“. Die erste Geschichte als Buch („Das Pete-Buch“) erschien 1953 unter dem Titel „Die Lausbuben von Somerset“. Verschiedene Geschichten erschienen auch als Mini-Buch-Serie in der Reihe Pelikan-Tramp. Die Romane entwickelten sich bei der Jugend der 1950er-Jahre zu einem regelrechten Kult, was sogar zur Gründung von über 980 Pete-Bünden im Nachkriegsdeutschland führte. Die Romanserie lief bis 1959.
Rennaus Romane über den Western-Helden Billy Jenkins erschienen ab 1949 im Uta-Verlag, sowie an die 250 Romane über den Western-Helden Tom Prox und viele Old Jerry-Romane. Zu vielen seiner Romane schuf der Filmplakatmaler und Grafiker Klaus Dill die Titelbilder. Rennau war der wichtigste Autor von Uta, schrieb aber auch für weitere Trivialliteraturverlage.
1954 erschien als Band Nr. 9 in der Heftromanreihe Utopia-Großband des Erich Pabel Verlages der Science-Fiction-Roman „Frauen für Pleja“. Dem Verlag, der deutsche Autoren für diese Reihe anfangs ablehnte, wurde der Roman unter dem fiktiven englischen Originaltitel „The Devil’s Egg“ untergeschoben.
Rennau benutzte genretypisch zahlreiche Pseudonyme. Meist veröffentlichte er als Rolf Randall, und das bereits vor dem Zweiten Weltkrieg. Später nutzte er unter anderem die Namen Alexander Brent, K. W. Browne, Claude Fernand, Jim Gray, Jean Miroir, Rolf Renn und James S. White. Zeitweise betrieb er in Berlin eine Privatdetektei.

## Zitat
- „Was in meiner Jugendzeit Wurzeln schlug, die Phantasie beflügelte und zu meinem späteren Schaffen motivierte - es begann mit Karl May.“